# Stonehouse, Gloucestershire
Stonehouse är en stad och en civil parish i Stroud i Gloucestershire i England. Orten har 7 725 invånare (2011). Staden nämndes i Domedagsboken (Domesday Book) år 1086, och kallades då Stanhus.